# Lozzi
Lozzi (in corso Lozzi) è un comune francese di 118 abitanti (01-01-2017) situato nel dipartimento dell'Alta Corsica nella regione della Corsica.

## Società

### Evoluzione demografica
Abitanti censiti